# Joanna Belejowska
Joanna Małgorzata Belejowska z Pomianowskich (ur. 12 lipca 1820 w Żbikowie, zm. 5 października 1904 w Wilczyskach) – polska pisarka i tłumaczka z języków: francuskiego, angielskiego i niemieckiego. Przekładała utwory przeznaczone szczególnie dla młodzieży. Pierwsza polska tłumaczka utworów Juliusza Verne’a.

## Życiorys
Była córką Kazimierza Ignacego Wincentego Pomianowskiego oraz Teodory Józefy z Plichtów. Ze strony ojca dziadkami byli Jan Pomianowski i Joanna z Rokosowskich, a ze strony matki dziadkowie to Ignacy Plichta i Anna ze Świętosławskich.
Nie wiadomo, gdzie uczyła się, wiadomo natomiast, że nauka pomogła jej w wykształceniu różnorodnych zainteresowań.
Jej mąż, Konstanty Kajetan Belejowski, urzędnik, zmarł w wieku 39 lat w 1858. Nie mieli dzieci.
Belejowska była faktyczną redaktorką naczelną ilustrowanego czasopisma dla kobiet Tygodnika Mód i Powieści, a prowadził je i firmował własnym nazwiskiem jego właściciel Jan Kanty Gregorowicz.

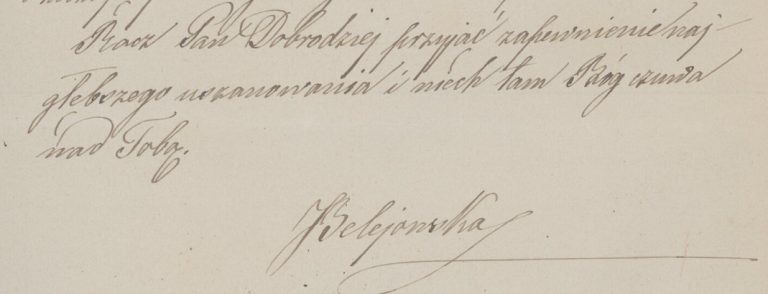
Fragment listu Joanny Belejowskiej do Józefa Ignacego Kraszewskiego

Korespondowała po polsku i francusku z Józefem Ignacym Kraszewskim.
Rówieśniczka Juliusza Verne’a jako pierwsza przetłumaczyła na język polski kilka jego powieści i opowiadań. Jej tłumaczenia (zgodnie z tendencjami ówcześnie panującymi) są skrótami i adaptacjami.
Została pochowana na cmentarzu w Wilczyskach w powiecie łukowskim.

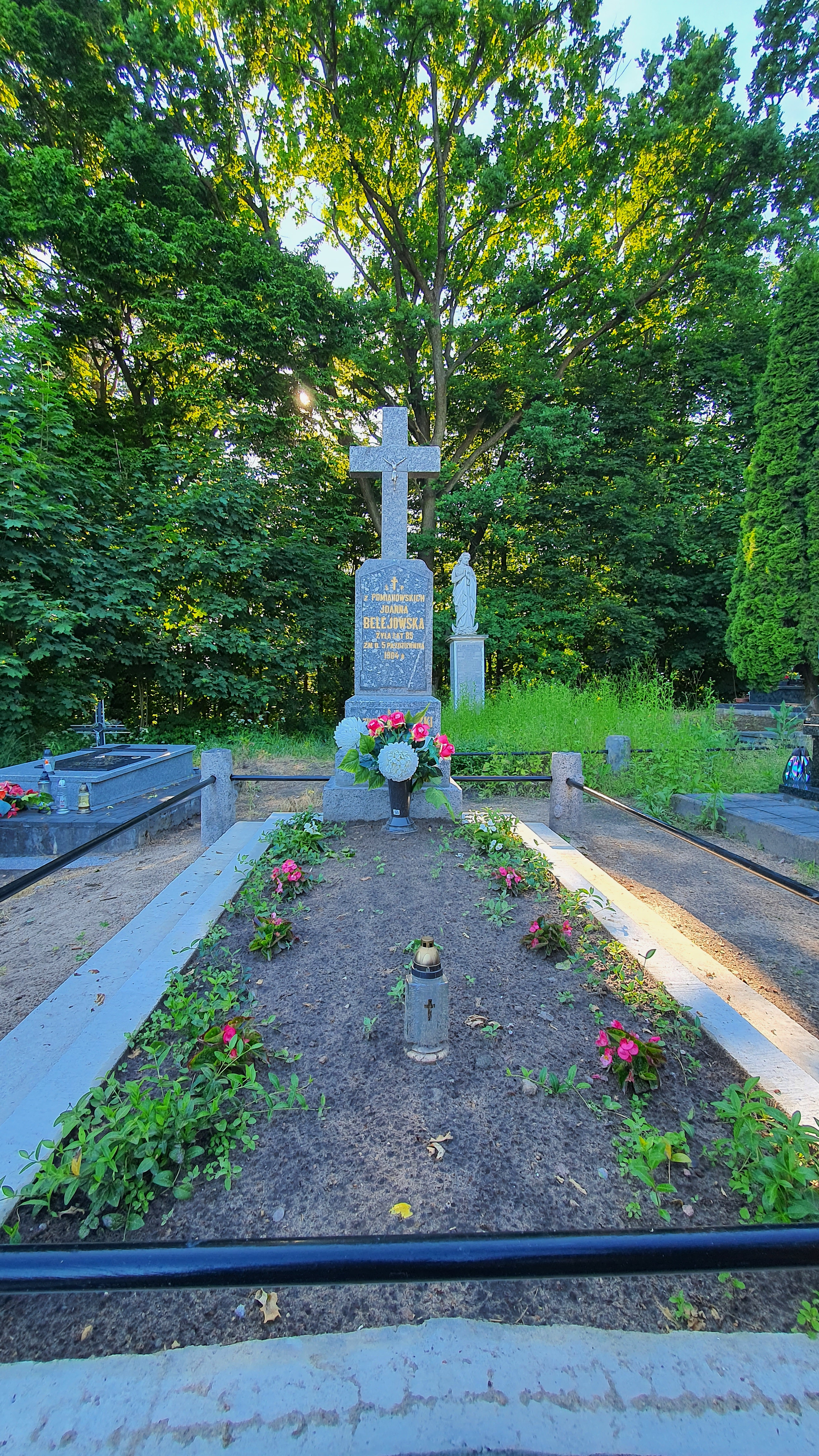
Nagrobek Joanny Belejowskiej po przeprowadzonej w maju 2021 roku renowacji.

W grudniu 2020 roku została przeprowadzona publiczna zbiórka zainicjowana przez Pana Krzysztofa Czubaszka, na renowację pomnika Joanny Belejowskiej, zaś w maju 2021 roku doszło do całkowitej renowacji nagrobku - zrealizowanej przy pomocy lokalnego stowarzyszenia o nazwie "Nasze Wilczyska". 

## Twórczość własna
- Abd el-Kader (1857) (biografia)
- Panie wysłuchaj modlitwę moją!: wybór modlitw z książek do nabożeństwa przez władzę duchowną szczególniej poleconych: pomnożony nowemi modlitwami i hymnami oraz wielu modlitwami, do których Ojcowie Swięci różne przywiązywali odpusty / zebr. i ułożyła Joanna Belejowska (1870)
- Magja naturalna, czyli Sposób dokonywania za pomocą optyki różnych doświadczeń sztuk, dziwów, a nawet ukazywania duchów opisany popularnie naukowo / przez Joannę Belejowską (1870)
- Grafologia: nauka poznawania charakteru człowieka z jego pisma / oprac. według dzieł najznakomitszych grafologów przez Joannę Belejowską (1892)

## Tłumaczenia
- Napoleon III Bonaparte Szkice historyczne z 1688 i 1830 r. / przez Napoleona Ludwika Bonaparte napisane w twierdzy Ham dnia 10 maja 1841 roku (1863)[6],
- Emile Souvestre Przygody Amerykanina w Chinach (1869),
- Juliusz Verne Wyspa tajemnicza (1875),
- Juliusz Verne Czarne Indie (1877)[7],
- Juliusz Verne Kłopoty Chińczyka w Chinach (1879)[8],
- Juliusz Verne Dramat w Meksyku (1877)[9],
- Juliusz Verne Jangada (1881–1882)[10],
- Juliusz Verne Keraban Uparty (1883)[11],
- Édouard Lefebvre de Laboulaye Abdallah, czyli Czterolistna koniczyna: powieść arabska,
- Édouard Pailleron Iskra. Komedyja w 1-ym akcie,
- Aristedes Roger W pośród fal morskich: podróż podwodna uczonego Trinitusa i jego towarzyszy ułożona według dziennika pisanego na pokładzie „Błyskawicy”,
- Karol de Sainte-Foi Rady i przestrogi dla młodzieńców,
- Dinah Maria Mulock Craik Miss Tommy,
- Fernand de Girodon-Pralon Kobieta,
- Victor Fournel Wymarzony ideał,
- Albert Delpit Jak bywa w życiu,
- Thomas Mayne Reid Wygnańcy w lesie,
- Maria Edgeworth Wdzięczność Murzyna,
- Berthold Auerbach W pałacu i w chatce[2].